# (34969) 4108 T-2
4108 T-2 (asteroide 34969) é um asteroide da cintura principal. Possui uma excentricidade de 0.09247190 e uma inclinação de 4.73461º.
Este asteroide foi descoberto no dia 29 de setembro de 1973 por Cornelis Johannes van Houten e Ingrid van Houten-Groeneveld e Tom Gehrels em Palomar.